# Renault Algérie Production
Renault Algérie Production ist ein Joint-Venture des Renault-Konzerns für die Montage und Produktion von Automobilen in Algerien.

## Geschichte
Nach der CARAL ist dies der zweite Versuch der französischen Marke, auf diesem Markt Fahrzeuge zu produzieren. Das 2013 gegründete Unternehmen hat seinen Sitz in Oued Tlelat (nahe Oran) und nahm 2014 seine Arbeit auf.
Das Werk gehört zu 51 % dem algerischen Staat und zu 49 % Renault. Der algerische Anteil verteilt sich auf die Société nationale des véhicules industriels (36 %) und dem Fonds national d’investissement algérien (15 %). Zugleich erhielt Renault ein dreijähriges Produktionsmonopol für Algerien, der als zweitgrößter Markt Afrikas gesehen wird.
Ende 2016 waren in diesem Unternehmen 800 Mitarbeiter beschäftigt.

## Modelle
Von Beginn an wird der Renault Symbol produziert, der für die nordafrikanischen Märkte bestimmt ist. Seit 2016 wird auch der Dacia Sandero hergestellt.
Für 2017 wurde ein drittes Modell angekündigt.